# Lago di Monterosi
Il lago di Monterosi (in Latino: Lacus Janulae) si trova nel territorio di Monterosi in provincia di Viterbo. Dal 1995 è un sito di importanza comunitaria e dal 2016 zona di protezione speciale.

## Storia
Sulle rive del lago, detto anticamente Janula, nel 1155 avvenne l'incontro fra Adriano IV e Federico Barbarossa, mentre le campagne che circondano il paese furono nel 1645 teatro dell'assassinio del vescovo Cristoforo Giarda, messo del Papa Innocenzo X, da parte dei sicari di Ranuccio II Farnese.

## Descrizione
Il lago di Monterosi è un piccolo cratere di forma circolare con un diametro di appena 600 metri, 2 km di circonferenza e una superficie di circa 30 ha. 
Di grande interesse geologico e naturalistico, nel suo specchio prosperano numerose piante acquatiche e si fermano spesso numerosi uccelli di palude. La profondità media è intorno ai 7 metri, la presenza di ninfee e piante acquatiche è stata favorita proprio dalla bassa profondità delle acque, è immerso in una cornice verdeggiante ricca di prati e pascoli. 
Da sempre frequentato da pescatori, è stato recentemente bonificato con interventi compatibili con l'ambiente per permetterne una migliore fruizione turistica, facilitata dalla nascita nelle vicinanze di strutture ricettive e di ristorazione. Monterosi assieme a molti altri centri della zona, sono stati di volta in volta nelle mani del potere pontificio o di alcune tra le famiglie più potenti del Lazio, tra cui i Di Vico, gli Anguillara e gli Orsini.